# Comuna Kopașnovo, Hust
Kopașnovo (în ucraineană Копашново) este o comună în raionul Hust, regiunea Transcarpatia, Ucraina, formată din satele Husteț, Kopașnovo (reședința), Lunka și Poleana.

## Demografie
Componența lingvistică a comunei Kopașnovo
     Ucraineană (99,72%)
     Alte limbi (0,28%)
Conform recensământului din 2001, majoritatea populației comunei Kopașnovo era vorbitoare de ucraineană (99,72%), existând în minoritate și vorbitori de alte limbi.